# Coupe de la Ligue française masculine de handball 2021-2022
Navigation
Coupe de la Ligue 2019-2020
La Coupe de la Ligue française masculine de handball 2021-2022 est la 21e édition de la Coupe de la Ligue de handball française, organisée par la Ligue nationale de handball.
Après avoir été perturbée par la pandémie de Covid-19 (arrêt en 2020, édition 2020-2021 non disputée), la compétition fait son retour pour  cette saison 2021-2022 mais dans un format une nouvelle fois modifié : elle n'oppose que les 16 clubs de StarLigue (permettant aux clubs de Ligue des champions d’intégrer la compétition en quarts de finale) et sa conclusion, sous forme d’un Final 4, aura lieu en décembre.

## Modalités
Le calendrier de la compétition est :
- les barrages, disputés le 21 septembre 2021,
- les huitièmes de finale, disputés le 6 octobre 2021,
- les quarts de finale, disputés le 10 novembre 2021, qui voient l'entrée en lice de Paris et Montpellier (clubs disputant la Ligue des champions),
- le Final Four (demi-finales et finale), disputé les 18 et 19 décembre 2021 aux Arènes de Metz.

Remarque : à chaque tour, les rencontres sont déterminées par tirage au sort intégral.
Le vainqueur est qualifié pour la Ligue européenne mais, si à l'issue du championnat de France, le club concerné est également qualifié en Ligue des champions, la place en Ligue européenne est réattribuée en fonction du classement dudit championnat.

## Résultats

### Barrages
Les barrages sont disputés le 21 septembre 2021 :
| Date              | Club recevant            | Score   | Club visiteur                  | Rapport          |
| ----------------- | ------------------------ | ------- | ------------------------------ | ---------------- |
| 21/09/2021, 20h00 | Cesson Rennes MHB        | 33 – 23 | Grand Nancy Métropole Handball | Feuille de match |
| 21/09/2021, 20h00 | Istres Provence Handball | 31 – 28 | Saran Loiret Handball          | Feuille de match |

### Huitièmes de finale
Les huitièmes de finale sont disputés les 5 et 6 octobre 2021 :
| Date              | Club recevant            | Score              | Club visiteur           | Rapport          |
| ----------------- | ------------------------ | ------------------ | ----------------------- | ---------------- |
| 05/10/2021, 19h30 | Limoges Handball         | 34 – 36            | Pays d'Aix UC           | Feuille de match |
| 05/10/2021, 20h00 | Istres Provence Handball | 27 – 33            | HBC Nantes              | Feuille de match |
| 05/10/2021, 20h00 | Saint-Raphaël VHB        | 26 – 28            | Chambéry SMB HB         | Feuille de match |
| 06/10/2021, 20h00 | Cesson Rennes MHB        | 24 – 26            | Fenix Toulouse Handball | Feuille de match |
| 06/10/2021, 20h00 | Dunkerque HGL            | 29 – 30            | USAM Nîmes Gard         | Feuille de match |
| 06/10/2021, 20h00 | US Créteil               | 34 – 34ap 6 – 5tab | C' Chartres MHB         | Feuille de match |

Dans le match entre l'US Créteil et le C' Chartres Métropole handball, le pivot espagnol de Chartres, Adrià Figueras, par ailleurs auteur de 11 buts au total, a égalisé à la toute dernière seconde du temps réglementaire pour envoyer son équipe en prolongation (27-27) puis a marqué le but tout à la fin de ce temps supplémentaire pour arracher les tirs au but (34 à 34) qui se sont conclus par une victoire cristollienne 6-5. Il s'agit d'ailleurs de la seule victoire à domicile de ce tour.

### Quarts de finale
Les quarts de finale, qui voient l'entrée en lice de Paris et Montpellier (clubs disputant la Ligue des champions), sont disputés le 10 novembre 2021 :
| Date              | Club recevant           | Score   | Club visiteur        | Rapport          |
| ----------------- | ----------------------- | ------- | -------------------- | ---------------- |
| 10/11/2021, 20h00 | Chambéry SMB HB         | 27 – 26 | Pays d'Aix UC        | Feuille de match |
| 10/11/2021, 20h00 | HBC Nantes              | 37 – 29 | US Créteil           | Feuille de match |
| 10/11/2021, 20h00 | USAM Nîmes Gard         | 28 – 32 | Montpellier Handball | Feuille de match |
| 10/11/2021, 20h00 | Fenix Toulouse Handball | 25 – 39 | Paris Saint-Germain  | Feuille de match |

### Phase finale
Le Final Four (demi-finales et finale) est disputé les 18 et 19 décembre 2021 aux Arènes de Metz :
|  | Demi-finales         | Demi-finales |                 |    | Finale | Finale |
|  | Demi-finales         | Demi-finales |                 |    | Finale | Finale |
|  |                      |              |                 |    |        |        |
|  |                      |              |                 |    |        |        |
|  |                      |              |                 |    |        |        |
|  | Paris Saint-Germain  | 28           |                 |    |        |        |
|  | Paris Saint-Germain  | 28           |                 |    |        |        |
|  | Chambéry SMB HB      | 29           |                 |    |        |        |
|  | Chambéry SMB HB      | 29           | Chambéry SMB HB | 21 |        |        |
|  |                      |              | Chambéry SMB HB | 21 |        |        |
|  |                      | HBC Nantes   | 28              |    |        |        |
|  | Montpellier Handball | HBC Nantes   | 28              | 26 |        |        |
|  | Montpellier Handball |              |                 | 26 |        |        |
|  | HBC Nantes           | 27           |                 |    |        |        |
|  | HBC Nantes           | 27           |                 |    |        |        |

#### Demi-finales
Le tirage au sort des demi-finales a eu lieu le 16 novembre 2021.
| 18 décembre 2021 16h00 | Paris Saint-Germain | 28 – 29 | Chambéry Savoie Mont Blanc HB | Les Arènes, Metz Arbitrage : Titouan Picard, Pierre Vauchez |
| 18 décembre 2021 16h00 | Mikkel Hansen 7     | (13-16) | Tritta, Costoya 5             | Les Arènes, Metz Arbitrage : Titouan Picard, Pierre Vauchez |
| 18 décembre 2021 16h00 | ×1 ×2               | Rapport | ×1 ×7                         | Les Arènes, Metz Arbitrage : Titouan Picard, Pierre Vauchez |

| 18 décembre 2021 18h30 | Montpellier Handball | 26 – 27 | HBC Nantes      | Les Arènes, Metz Arbitrage : Yann Carmaux, Julien Mursch |
| 18 décembre 2021 18h30 | Yanis Lenne 6        | (12-11) | Valero Rivera 8 | Les Arènes, Metz Arbitrage : Yann Carmaux, Julien Mursch |
| 18 décembre 2021 18h30 | ×0 ×3                | Rapport | ×2 ×4           | Les Arènes, Metz Arbitrage : Yann Carmaux, Julien Mursch |

#### Finale
| 19 décembre 2021 16h00 | Chambéry Savoie Mont Blanc HB | 21 – 28 | HBC Nantes      | Les Arènes, Metz Arbitrage : Karim et Raouf Gasmi |
| 19 décembre 2021 16h00 | Arthur Anquetil 4             | (10-13) | Valero Rivera 6 | Les Arènes, Metz Arbitrage : Karim et Raouf Gasmi |
| 19 décembre 2021 16h00 | ×4                            | Rapport | ×6              | Les Arènes, Metz Arbitrage : Karim et Raouf Gasmi |

## Vainqueur
| Vainqueur de la Coupe de la Ligue 2021-2022 Handball Club de Nantes 2e victoire |